# Chicago Sky
De Chicago Sky is een Amerikaanse basketbal-vrouwenploeg uit Chicago die meedraait in de WNBA (Women's National Basketball Association).
De ploeg werd opgericht in 2005 en ging spelen in de Eastern Conference van de WNBA. De huidige coach is Teresa Weatherspoon. De club werd één keer kampioen in 2021. Ze verloren de finale in 2014.
In tegenstelling tot vele teams in de WNBA, is Chicago Sky geen zusterteam van de Chicago Bulls.

## Erelijst
Conference Championships:
- 2014 Eastern Conference Champions
- 2021 Eastern Conference Champions

WNBA Championships:
- 2021 WNBA Champions

## Bekende (oud-)spelers
- Ariel Atkins (2025-heden)
- Courtney Vandersloot (2011-heden)
- Allie Quigley (2013-heden)
- Cappie Pondexter (2015-2017)
- Tamera Young (2009-2017)
- Elena Delle Donne (2013-2016)
- Stefanie Dolson (2017-2021)
- Sylvia Fowles (2008-2014)
- Nikki McCray (2006)
- Emma Meesseman (2022)
- Kristi Toliver (2009)